# Aboutness
Aboutness (tradus aprox. ca despre) este un termen utilizat în biblioteconomie și știința informației (LIS), lingvistică, filosofia limbajului și filosofia minții. În general, termenul se referă la conceptul că un text, o exprimare, o imagine sau o acțiune este asupra sau despre ceva. În LIS, este adesea considerat sinonim cu subiectul⁠(d) unui document. În filosofia minții, a fost adesea considerat sinonim cu intenționalitatea⁠(d), poate începând cu John Searle (1983). În filosofia logicii și a limbajului, este înțeles ca modul în care un text se raportează la un subiect sau la o temă.
R. A. Fairthorne (1969) este creditat cu inventarea termenului exact „aboutness”, care a devenit popular în LIS de la sfârșitul anilor 1970, probabil datorită argumentelor prezentate de William John Hutchins⁠(d) (1975, 1977, 1978). Hutchins a susținut că „aboutness” trebuie preferat „subiectului”, deoarece elimină unele probleme epistemologice. Birger Hjørland⁠(d) (1992, 1997) a susținut, totuși, că aceleași probleme epistemologice erau prezente și în propunerea lui Hutchins, motiv pentru care „aboutness” și „subject/subiect” ar trebui considerate sinonime.
În timp ce oamenii de știință din domeniul informației pot fi preocupați de contextul literar (John Hutchins, 1975, 1977, 1978), filozofii minții și psihologii sunt preocupați de contextul psihologic sau intențional⁠(d) (John Searle, 1983) și de limbajul gândirii⁠(d) (Jerry Fodor, 1975), iar externaliștii semantici⁠(d) de starea exterioară a lucrurilor (Hilary Putnam, 1975). Aceste perspective seminale sunt, respectiv, analoge contextelor literare, psihologice și externe ale lui Ogden⁠(d) și Richards⁠(d) (1923), precum și cu lumii 1, 2 și 3⁠(d) a lui Karl Popper (1977).